# Léogeats
Léogeats – miejscowość i gmina we Francji, w regionie Nowa Akwitania, w departamencie Żyronda.
Według danych na rok 1990 gminę zamieszkiwały 454 osoby, a gęstość zaludnienia wynosiła 23 osób/km² (wśród 2290 gmin Akwitanii Léogeats plasuje się na 747. miejscu pod względem liczby ludności, natomiast pod względem powierzchni na miejscu 538.).